# Kotick (ketch)
Pour les articles homonymes, voir Kotick (homonymie).
Le Kotick est un voilier de série à gréement Ketch dessiné en 1964 pour les Scouts marins et écoles de voile par l'architecte Jean-Jacques Herbulot.

## Historique
Le Kotick a été dessiné par Jean-Jacques Herbulot à la demande de Jean Benquet pour un groupe de scouts marins,.
Le projet du Kotick prend forme sous le nom Projet « aventure ». Il est présenté par Jean Benquet aux scouts sur un document du 16 mai 1964 établissant les bases du cahier des charges du Kotick.
On y retrouve les grande ligne du bateau fini. Il choisit le nom définitif Kotick en référence à celui du phoque Kotick dans Le Livre de la jungle de Rudyard Kipling.
Pour la réalisation de ce projet, Il s'adresse à son ami Jean-Jacques Herbulot. Il  désirait un bateau avec deux mats pour occuper un équipage de six garçons, qui soit à la fois sûr, rapide et sportif, avec une grande capacité d'embarquement de six personnes pour les écoles de voiles et la petite croisière côtière, la course ne devant pas être exclue. La construction amateur ou semi-amateur devait également être possible.[réf. nécessaire]
Le bateau possède une petite cabine abritant deux couchettes. Six scouts pourront loger sous le taud, dans le vaste cockpit autovideur.
Pour sa conception Jean-Jacques Herbulot part sur une coque existante de son bateau Le Pacha. Il l'adapte en dériveur lesté et lui installe un gréement de ketch à voiles marconi avec un foc, possibilité d'une flèche et d'un spie.
Au salon nautique de 1965 il est présenté comme le plus petit ketch du monde et grâce à ce gréement comportant de nombreuses voiles pouvant être manipulées sans fatigue, il peut occuper un équipage nombreux.
Trop « moderne » ou trop cher, le bateau sera acquis par peu de groupes de Scouts marins de France, mais il rencontrera un franc succès auprès des écoles de voiles, tel que l'école de voile des Glénans.[réf. nécessaire]
Le Kotick possède de bonnes qualités de marche par petit temps. La carène de pacha débarrassée de ses superstructures et transformée en dériveur lesté, est sensible à la barre. Le bateau est particulièrement vivant aux allures portantes.
La 1re année une variante a été dessinée par Jean-Jacques Herbulot et construite par le groupe scout Marin Amyot d'Inville, le Saint Florent, une version à quatre couchettes. Jean-Jacques Herbulot reprendra ce concept pour le faire évoluer en 1969 en Super Kotick, plus confortable et polyvalent, qui eu beaucoup de succès en plaisance.[réf. nécessaire]
Toujours à la demande de Jean Benquet, pour l'association de voile les compagnons de la mer, Jean-Jacques Herbulot  dessinera aussi le Carrick, une évolution du Kotick, qui reprenant le même principe de ketch, mais cette fois en croiseur à cabine fermé. Pour ce nouveau bateau, Jean-Jacques Herbulot utilisera le même principe des deux cabines qu'il avait appliqué sur son bateau la Fregate : une cabine avant à quatre couchettes et une cabine à l'arrière du cockpit avec deux couchettes cercueil. Le Carrick resta en fabrication confidentiel. Les trois premiers ont été construits pour les compagnons de la mer basé sur l'île d'Ars.

## Caractéristiques
« Long de 6,05 m, large de 2,2 m avec un tirant d'eau de 0,5-1,2 m, le Kotick offre la silhouette inusitée de son gréement de Ketch avec une amusante voile d'étai de 6m² »

### Descriptif[4]
- Coque en polyester (dérivé du Pacha)[5], coque ayant fait ses preuves en course-croisière. La coque est colorée dans la masse, avec une bande de flottaison séparant la partie sous-marine, teinte au choix du client[6].
- Pont, cockpit et banc en contreplaqué marine peint ou vernis[6].
- Aménagements simples en contreplaqué marine : un poste avant abritant la table à carte, les instruments de navigation et le matériel de cuisine, et comportant deux couchettes fixes. Des grands coffres latéraux dans le cockpit, un banc fixe et deux bac amovibles, permettant si on le désire de gréer 6 avirons.
- Six postes de couchages dans le grand cockpit sous tauds de mouillage formant tente et donnant un confort de camping. soit au total, la possibilité de croisière camping pour huit équipiers. Il existait aussi en 2 et 4 couchettes[6].
- Charpente intérieur de  scellées à la coque par des rubans plastiques[6].
- Moteur hors bord possible, monté sur chaise, 2 à 10 ch, rangement dans les coffres.
- Voilure de Ketch, inhabituelle sur un voilier de cette taille, mais permettant d'avoir un bateau à la fois survoilé (26 m2 avec la voile d'étai), donc agréable par petit temps et sportif si on le désire par temps plus fort, et sous voilé pour la promenade, grâce aux combinaisons de voilures possibles. De plus ce gréement permet d'intéresser à la manœuvre un équipage nombreux, tout en restant utilisable par un équipage aussi restreint que celui d'un sloop en cas de nécessité.
- Cockpit étanche auto-videur, facteur essentiel de sécurité.
- Lest de 300 kg assurant l'inchavirabilité du bateau. Ce lest, constitué par des petits sacs de grenaille de plomb, est amovible par démontage du cockpit étanche prévu à cet effet. Il est ainsi possible d'utiliser des remorques de moins de 750 kg de poids total en charge, ne nécessitant pas de permis spécial et plus économiques à l'achat.
- Polystyrène expansé assurant une large réserve de flottabilité.
- Construction amateur : le chantier pouvait fournir la Coque en polyester.
- Foc à rouleau à l'essai[7].
- Un petit spi de 16 m2 est envisagé[8] pour l'apprentissage de la manœuvre de cette voile.

### Voilure et gréement[9]
- Grand voile : 8,7 m2
- Foc : 6,24 m2
- Artimon : 4,5 m2
- Voile d'étai : 6,43 m2
- Grand mât : 6 m
- Mât d'artimon : 4,10 m